# All Hell's Breakin' Loose
„All Hell's Breakin' Loose“ je píseň americké rockové skupiny Kiss vydaná na albu Lick It Up. Píseň napsali Eric Carr,Paul Stanley,Gene Simmons a Vinnie Vincent. S písní přišel Eric a byl na ni velmi pyšný. Paul do ni vložil rap a Gene vymyslel refrén. Video k písni se vysílalo na hudební stanici MTV a bylo nominováno na MTV Video Music Awards v roce 1984.

## Sestava
- Paul Stanley – zpěv, rytmická kytara
- Gene Simmons – zpěv, basová kytara
- Vinnie Vincent – sólová kytara
- Eric Carr – zpěv, bicí, perkuse